# Kleinkastell „An der Altheimer Straße“
Das Kleinkastell „An der Altheimer Straße“ war ein römisches Militärlager am sogenannten „Vorderen Limes“  des Obergermanisch-Rätischen Limes. Es befand sich auf dem 450 Meter hohen Rehberg im „Großen Wald“ bei Hettingen, Stadt Buchen im Neckar-Odenwald-Kreis. Von der Anlage ist heute obertägig nichts mehr sichtbar.

## Lage und Forschungsgeschichte

Limesverlauf im Großraum des Kleinkastells

KK „An der Altheimer Straße“ im Limesverlauf

Grundriss des KK „An der Altheimer Straße“ nach den Befunden der RLK

Das Bodendenkmal liegt südlich eines Limesknicks. Dort beginnt ein über 80 Kilometer schnurgerade von Nord nach Süd laufendes Stück der römischen Grenzanlagen. Die umgebende Landschaft ist sehr hügelig und wird von tiefen Taleinschnitten durchzogen. Der Blick vom Lagerplatz war aufgrund des sich nördlich, westlich und südlich erhebenden Rehbergs beschränkt. Von hier aus konnte jedoch der Osten, das unbesetzte Germanien, mit der etwas tiefer vorbeilaufenden Limes-Palisade beobachtet werden. Sichtkontakt bestand außerdem mit den nächsten nördlichen und südlichen vermuteten Wachtürmen, die an den Außenflanken der Bergmulde errichtet worden waren, in der sich das kleine Lager befand. Nur rund 350 m südöstlich hätten die Geometer einen wesentlich günstigeren Platz finden können, von dem aus in beherrschender Lage ein weiter Rundumblick möglich gewesen wäre. Dort errichtete man etwas später das Kleinkastell Hönehaus.
1892 wurde an diesem Platz durch die Reichs-Limeskommission (RLK) unter dem Streckenkommissar Wilhelm Conrady (1829–1903) gegraben.

## Baugeschichte
Schon ihr Ausgräber Conrady stellte fest, dass die rechteckige, leicht verschobene, 42,48 (43,40) × 37,92 (33,10) Meter (= 1600 Quadratmeter) umfassende Befestigung nicht vor dem dritten Jahrhundert entstanden sein kann, also einer späten Phase des „Äußeren Limes“ angehört. Da die RLK zudem keinerlei Hinweise auf eine Kulturschicht finden konnte und auch sonst nirgends Fundmaterial auftauchte, nimmt die Forschung an, dass dieses Kastell entweder gar nicht fertiggestellt wurde, nie oder nur sehr kurz belegt war. Zeitlich ist die Anlage „An der Altheimer Straße“ knapp vor dem Bau des nahen Kleinkastells Hönehaus anzusiedeln.
Bei der Grabung wurde festgestellt, dass die Befestigung nur ein Tor nach Osten, zum Limes hin, besessen hat, dessen Wangen nach innen gezogen waren.

## Denkmalschutz
Das Kleinkastell „An der Altheimer Straße“ und die erwähnten Bodendenkmale sind als Abschnitt des Obergermanisch-Rätischen Limes seit 2005 Teil des UNESCO-Welterbes. Außerdem sind die Anlagen Kulturdenkmale nach dem Denkmalschutzgesetz des Landes Baden-Württemberg (DSchG). Nachforschungen und gezieltes Sammeln von Funden sind genehmigungspflichtig, Zufallsfunde an die Denkmalbehörden zu melden.